# Magnus Bäckström
Johan Magnus Bäckström (i riksdagen kallad Bäckström i Teg), född 17 oktober 1876 i Umeå socken, död där 8 februari 1952, var en svensk byggmästare och politiker (folkpartist). Han var far till riksdagsmannen Edvin Bäckström.
Magnus Bäckström, som var son till en arbetare och jordbrukare, var träarbetare och murare fram till 1909 då han blev delägare i byggnadsfirman Bäckström & Strömberg, som han övertog helt 1922 och sedan drev till sin död. Från 1926 var han även verkställande direktör i Västerbottens-Kurirens AB, som han 1929 köpte av den tidigare ägaren och chefredaktören Gustav Rosén.
Han var tidigt politiskt verksam och var kommunalnämndens ordförande i Umeå landskommun 1917–1922 samt kommunalfullmäktiges ordförande 1929. Han var även vice ordförande i Västerbottens läns landsting 1935–1950 och ordförande i landstingets förvaltningsutskott från 1935 till sin död.
Magnus Bäckström var riksdagsledamot i första kammaren för Västerbottens läns och Norrbottens läns valkrets 1933–1946. Som kandidat för Frisinnade landsföreningen tillhörde han dess riksdagsgrupp Frisinnade folkpartiet, efter den liberala återföreningen Folkpartiet. I riksdagen var han bland annat ledamot i statsutskottet 1942–1946. Han engagerade sig exempelvis för vägbyggnad och elektrifiering av fjällbygden.
Magnus Bäckström är begravd på Backens kyrkogård i Umeå.